# یانیس چاکسته
یانیس چاکسته (انگلیسی: Jānis Čakste؛ ۱۴ سپتامبر ۱۸۵۹ – ۱۴ مارس ۱۹۲۷) سیاست‌مدار اهل لتونی بود. وی از ۱۷ دسامبر ۱۹۱۸ تا ۱۴ مارس ۱۹۲۷ به عنوان اولین رئیس‌جمهور لتونی خدمت نمود.
یانیس چاکسته در ۱۴ مارس ۱۹۲۷، در سن ۶۷ سالگی درگذشت.